# Aristolochia holostylis
Aristolochia holostylis är en piprankeväxtart som beskrevs av F. Gonzalez. Aristolochia holostylis ingår i släktet piprankor, och familjen piprankeväxter. Inga underarter finns listade i Catalogue of Life.